# Бонд, Кэти
Кэти Бонд (англ. Cathi Bond) — канадская писательница и радиоведущая.
Бонд известна тем, что использует как радиовещание «старых медиа», так и подкастинг «новых медиа». Она является постоянным автором программы Spark на CBC Radio и пишет для Rabble.ca. На радио CBC она часто выступала в качестве кино- и культурного критика в программе «Dietly Not the Opera», а также иногда выступала в качестве участницы дискуссии в программе «Saturday Night at the Movies», начиная с 1999 года. В качестве подкастера она ведёт Reel Women — двухнедельный подкаст о кино вместе с канадской феминисткой и писательницей Джуди Ребик. Она также является соведущей подкаста The Sniffer о технологиях и тенденциях вместе с Норой Янг, начиная как минимум с 2006 года. Она была ведущей подкаста «Prosecast» — серии интервью с канадскими авторами, спонсируемой издательством HarperCollins Canada. Роман Бонд «Ночной город» (англ. Night Town) был опубликован издательством Iguana Books в 2013 году. Это квир-история о взрослении, действие которой происходит в Торонто 1970-х годов.